# Houssen
Houssen é uma comuna francesa na região administrativa de Grande Leste, no departamento Alto Reno. Estende-se por uma área de 6,71 km². Em 2010 a comuna tinha 2 304 habitantes (densidade: 343,4 hab./km²).